# Eugoa inconspicua
Eugoa inconspicua là một loài bướm đêm thuộc phân họ Arctiinae, họ Erebidae.